# حسن ابراهیم (بازیکن فوتبال، زاده ۱۹۹۴)
حسن ابراهیم (عربی: حسن إبراهيم؛ زادهٔ ۱۶ نوامبر ۱۹۹۴) بازیکن فوتبال اهل چاد است.
وی همچنین در تیم ملی فوتبال چاد بازی کرده است.